# おもいで (平尾昌章の曲)
「おもいで」は、水島哲の作詞、平尾昌章（のちの平尾昌晃）の作曲による歌。平尾自身の歌唱によるシングルが、1961年にキングレコードから発売された。

## 解説
平尾昌章は、1950年代後半から1960年代前半にかけて日本の音楽シーンを彩ったロカビリーブームの立役者のひとりであった。本作は、平尾のヒット曲「星は何でも知っている」の作詞者である水島哲の詞に平尾自身が作曲し、かつ歌唱も担当して1961年に発表された。
平尾曰く、発売当初の本作は『「ミヨちゃん」の陰に隠れて全く売れなかった』が、平尾がロカビリーブーム終焉の後、燻るように表舞台から遠ざかっていた1965年頃、北海道のラジオ局・HBCラジオのDJだった三浦陽二が番組で流したことにより注目された。同局のリクエストランキングでは、当時の最新ヒット曲だった加山雄三の「君といつまでも」、ビートルズの「イエスタデイ」、倍賞千恵子「さよならはダンスの後に」を抑えて1位にまでなった。それに伴い、既に廃盤となっていた本作シングルは再プレスされ、北海道限定盤として発売。再プレス盤は3万枚を売り上げた。この思いがけないヒットにより、平尾は久々に脚光を浴びるきっかけを得ることにもなった。
その後、本作は渡辺プロダクション所属でキングレコードからデビューした新人歌手・布施明のシングルとしてレコーディングされ、1966年3月にリリースされる。布施はこの曲のヒットによりスター街道を歩むことになり、作曲者の平尾自身も歌手から作曲家へ本格的に転向することになった。

## オリジナル盤シングル収録曲
1. おもいで（EB-496）
作詞：水島哲
作曲／編曲：平尾昌章[5]
2. しあわせは音もなく
作詞：水島哲
作曲／編曲：菅野邦彦

## 布施明盤シングル収録曲
1. おもいで
作詞：水島哲
作曲：平尾昌章
編曲：森岡賢一郎
2. 悲しき旅路
作詞：橋本淳
作曲／編曲：すぎやまこういち